# Amaranthe
Amaranthe är ett svensk-danskt metal-band med inslag av electronica; projektet började ta form när låtskrivarna Olof Mörck, Elize Ryd och Jake E släppte   sina första demos 2008 på Myspace under namnet Avalanche. De blev kontaktade av flera skivbolag och beslöt sig då för att bilda ett komplett band. Andy Solvestrom gick med, liksom trummisen Morten Lowe. 2011 släpptes den första skivan Amaranthe, då även med Johan Andreassen på bas. I oktober 2013 lämnade Andy Solveström bandet och ersattes med Henrik Englund. 2015 lämnade Jake E bandet och ersattes med Nils Molin.

## Medlemmar
Nuvarande medlemmar
- Elize Ryd (eg. Hanna Elise Isabell Maj Höstblomma Ryd) – sång (2008– )
- Olof Mörck – basgitarr (2008–2009), gitarr, keyboard (2009– )
- Morten Løwe Sørensen – trummor (2009– )
- Johan Andreassen – basgitarr (2009– )
- Nils Molin – sång (2017– )

Tidigare medlemmar
- Henrik Englund Wilhelmsson – growl (2013– 2022)[1]

- Jake E – sång (2008–2016)

- Andreas "Andy" Solveström – growl (2008–2013)

Turnerande medlemmar
- Anna-Mia Bonde – sång (2011)
- Richard Sjunnesson – growl (2011–2012)
- Antony Hämäläinen – growl (2012)
- Olle Ekman – growl (2015)
- Alexander Strandell – sång (2015)
- Chris Adam Hedman Sörbye – sång (2015)
- Nils Molin – sång (2017)

## Diskografi

### Demo
- 2008 – Leave Everything Behind

### Album
- 2011 – Amaranthe
- 2013 – The Nexus
- 2014 – Massive Addictive
- 2016 – Maximalism
- 2018 – Helix
- 2020 – Manifest
- 2021 – HELIX (2021 version)

### Singlar
- 2011 – "Hunger"
- 2011 – "Rain"
- 2011 – "Amaranthine"
- 2012 – "1.000.000 Lightyears"
- 2013 – "The Nexus"
- 2013 – "Burn With Me"
- 2013 – "Invincible"
- 2014 – "Drop Dead Cynical"
- 2014 – "Trinity"
- 2016 – "That Song"
- 2016 – "Fury"
- 2016 – "Maximize"
- 2018 – "365"
- 2018 – "Countdown"
- 2021 – "PvP"
- 2022 – "Find Life"